# Aage Marius Hansen
Aage Marius Hansen, född 27 september 1890, död 5 maj 1980, var en dansk gymnast.
Hansen tävlade för Danmark vid olympiska sommarspelen 1912 i Stockholm, där han var med och tog brons i lagtävlingen i fritt system. 